# Samuel Johnston (football)
Pour les articles homonymes, voir John Reynolds et Reynolds.
Samuel Johnston, né le 18 septembre 1866 à Belfast en Irlande et mort le 25 avril 1910 dans la même ville, est un footballeur international irlandais actif dans les années 1880.

## Carrière
Samuel passe toute sa carrière dans le club de Distillery FC alors basé à Belfast. Il joue au poste d'avant-centre. Avec son club il remporte à quatre reprises l'Irish Cup entre 1883 et 1886.
Il est sélectionné en 1882 pour le tout premier match international de l'histoire irlandaise. Il est alors âgé de 15 ans et 154 jours. Ce record de précocité en équipe d'Irlande de football est toujours d'actualité. Le 25 février 1882, l’équipe d’Irlande joue son deuxième match international, cette fois contre l’équipe du pays de Galles au Racecourse Ground de  Wrexham. L'Irlande perd une nouvelle fois, 7 buts à 1, mais l’égalisation temporaire de Johnston fait de lui le premier buteur pour l'Irlande et le plus jeune buteur du football international.

## Palmarès
- Irish Cup
  - Vainqueur avec le Distillery FC en 1883-84, 1884-85 et 1885-86